# Meragisa sindana
Meragisa sindana är en fjärilsart som beskrevs av William Schaus 1937. Meragisa sindana ingår i släktet Meragisa och familjen tandspinnare. Inga underarter finns listade i Catalogue of Life.